# Polska na Zimowej Uniwersjadzie 2011
Polska reprezentacja na Zimowej Uniwersjadzie 2011 w Erzurum liczyła 53 sportowców, w tym 26 mężczyzn i 27 kobiet. Reprezentacja Polski miała swoich przedstawicieli w 9 spośród wszystkich 11 sportów.
| Polskie medale według dni | Polskie medale według dni | Polskie medale według dni | Polskie medale według dni | Polskie medale według dni | Polskie medale według dni | Polskie medale według dni |
| ------------------------- | ------------------------- | ------------------------- | ------------------------- | ------------------------- | ------------------------- | ------------------------- |
| Dzień                     | Data                      |                           |                           |                           | W sumie                   |                           |
| Dzień 0                   | 27.01                     | —                         | —                         | —                         | —                         |                           |
| Dzień 1                   | 28.01                     | 0                         | 0                         | 0                         | 0                         |                           |
| Dzień 2                   | 29.01                     | 0                         | 2                         | 0                         | 2                         |                           |
| Dzień 3                   | 30.01                     | 0                         | 0                         | 0                         | 0                         |                           |
| Dzień 4                   | 31.01                     | 0                         | 2                         | 0                         | 2                         |                           |
| Dzień 5                   | 1.02                      | 0                         | 1                         | 0                         | 1                         |                           |
| Dzień 6                   | 2.02                      | 0                         | 0                         | 0                         | 0                         |                           |
| Dzień 7                   | 3.02                      | 0                         | 0                         | 2                         | 2                         |                           |
| Dzień 8                   | 4.02                      | 0                         | 0                         | 0                         | 0                         |                           |
| Dzień 9                   | 5.02                      | 0                         | 1                         | 0                         | 1                         |                           |
| Dzień 10                  | 6.02                      | 0                         | 0                         | 0                         | 0                         |                           |
| W sumie                   | —                         | 0                         | 6                         | 2                         | 8                         |                           |

## Medale
| Medal | Zawodnik                                           | Sport                 | Wydarzenie                                                     | Data        |
| ----- | -------------------------------------------------- | --------------------- | -------------------------------------------------------------- | ----------- |
|       | Karolina Chrapek                                   | narciarstwo alpejskie | Supergigant                                                    | 29 stycznia |
|       | Maciej Kot                                         | skoki narciarskie     | Konkurs indywidualny na skoczni dużej                          | 29 stycznia |
|       | Tomasz Pochwała                                    | kombinacja norweska   | Konkurs indywidualny - bieg 10 km/skocznia normalna            | 30 stycznia |
|       | Maciej Kot                                         | skoki narciarskie     | Konkurs indywidualny na skoczni normalnej                      | 31 stycznia |
|       | Tomasz Pochwała, Mateusz Wantulok, Andrzej Zarycki | kombinacja norweska   | Konkurs drużynowy na skoczni normalnej/sztafeta 3x5 kilometrów | 1 lutego    |
|       | Karolina Chrapek                                   | narciarstwo alpejskie | Slalom gigant                                                  | 3 lutego    |

| Medale według sportów | Medale według sportów | Medale według sportów | Medale według sportów | Medale według sportów |
| --------------------- | --------------------- | --------------------- | --------------------- | --------------------- |
| Sport                 |                       |                       |                       | W sumie               |
| Skoki narciarskie     | 0                     | 2                     | 0                     | 2                     |
| Kombinacja norweska   | 0                     | 2                     | 0                     | 2                     |
| Narciarstwo alpejskie | 0                     | 1                     | 1                     | 2                     |
| W sumie               | 0                     | 5                     | 1                     | 6                     |

### Indywidualna klasyfikacja medalowa
| Lp. | Zawodnik                                 |   |   |   |   |
| --- | ---------------------------------------- | - | - | - | - |
| 1   | Maciej Kot (skoki narciarskie)           | 0 | 2 | 0 | 2 |
| 2   | Tomasz Pochwała (kombinacja norweska)    | 0 | 1 | 0 | 1 |
| 2   | Karolina Chrapek (narciarstwo alpejskie) | 0 | 1 | 0 | 1 |

## Statystyki według dyscyplin
Spośród jedenastu dyscyplin sportowych, które FISU włączył do kalendarza uniwersjady, reprezentacja Polski weźmie udział w dziewięciu. Polacy nie wystawili żadnego reprezentanta w łyżwiarstwie figurowym i hokeju na lodzie.
Najliczniejszą reprezentację Polska wystawiła w snowboardzie, w których wystąpi trzynaścioro polskich zawodników.
| Lp      | Sport                 | Mężczyźni | Kobiety | Łącznie |
| ------- | --------------------- | --------- | ------- | ------- |
| 1       | Biathlon              | 4         | 4       | 8       |
| 2       | Biegi narciarskie     | -         | 4       | 4       |
| 3       | Curling               | -         | 5       | 5       |
| 4       | Kombinacja norweska   | 3         | -       | 3       |
| 5       | Narciarstwo alpejskie | 2         | 2       | 4       |
| 6       | Narciarstwo dowolne   | 2         | -       | 2       |
| 7       | Short track           | 5         | 5       | 10      |
| 8       | Skoki narciarskie     | 4         | -       | 4       |
| 9       | Snowboarding          | 6         | 7       | 13      |
| Łącznie | Łącznie               | 26        | 27      | 53      |

## Wyniki

### Objaśnienia
Q – Awans

QB – Awans do małego finału

DSQ – Dyskwalifikacja

DNF – Zawodnik/Zawodniczka nie ukończył(-a) zawodów

DNS – Zawodnik/Zawodniczka nie wystartował(-a)

nq – Zawodnik/Zawodniczka nie awansował(-a)

### Biathlon

#### Mężczyźni
- Grzegorz Bril (AZS AWF Katowice)
- Łukasz Witek (AZS AWF Wrocław)
- Sebastian Witek (AZS AWF Wrocław)
- Łukasz Słonina (AZS AWF Wrocław)[2]

| Wydarzenie        | Zawodnik        | Czas | Miejsce |
| ----------------- | --------------- | ---- | ------- |
| Bieg indywidualny | Grzegorz Bril   |      |         |
| Bieg indywidualny | Łukasz Witek    |      |         |
| Bieg indywidualny | Sebastian Witek |      |         |
| Bieg indywidualny | Łukasz Słonina  |      |         |
| Sprint            | Grzegorz Bril   |      |         |
| Sprint            | Łukasz Witek    |      |         |
| Sprint            | Sebastian Witek |      |         |
| Sprint            | Łukasz Słonina  |      |         |
| Bieg pościgowy    | Grzegorz Bril   |      |         |
| Bieg pościgowy    | Łukasz Witek    |      |         |
| Bieg pościgowy    | Sebastian Witek |      |         |
| Bieg pościgowy    | Łukasz Słonina  |      |         |
| Bieg masowy       | Grzegorz Bril   |      |         |
| Bieg masowy       | Łukasz Witek    |      |         |
| Bieg masowy       | Sebastian Witek |      |         |
| Bieg masowy       | Łukasz Słonina  |      |         |

#### Kobiety
- Paulina Bobak (AZS AWF Katowice)
- Patrycja Hojnisz (AZS AWF Katowice)
- Krystyna Pałka (AZS AWF Katowice)
- Karolina Pitoń (AZS AWF Katowice)

| Wydarzenie        | Zawodnik         | Czas | Miejsce |
| ----------------- | ---------------- | ---- | ------- |
| Bieg indywidualny | Paulina Bobak    |      |         |
| Bieg indywidualny | Patrycja Hojnisz |      |         |
| Bieg indywidualny | Krystyna Pałka   |      |         |
| Bieg indywidualny | Karolina Pitoń   |      |         |
| Sprint            | Paulina Bobak    |      |         |
| Sprint            | Patrycja Hojnisz |      |         |
| Sprint            | Krystyna Pałka   |      |         |
| Sprint            | Karolina Pitoń   |      |         |
| Bieg pościgowy    | Paulina Bobak    |      |         |
| Bieg pościgowy    | Patrycja Hojnisz |      |         |
| Bieg pościgowy    | Krystyna Pałka   |      |         |
| Bieg pościgowy    | Karolina Pitoń   |      |         |
| Bieg masowy       | Paulina Bobak    |      |         |
| Bieg masowy       | Patrycja Hojnisz |      |         |
| Bieg masowy       | Krystyna Pałka   |      |         |
| Bieg masowy       | Karolina Pitoń   |      |         |

### Biegi narciarskie

#### Kobiety
- Paulina Maciuszek (LKS Poroniec)
- Anna Słowiok (AZS AWF Katowice)
- Anna Staręga (UKS Rawa Siedlce)
- Agnieszka Szymańczak (AZS AWF Katowice)

| Wydarzenie                          | Zawodniczka          | Kwalifikacje | Kwalifikacje | Ćwierćfinały | Ćwierćfinały | Półfinały | Półfinały | Finały  | Finały  |
| Wydarzenie                          | Zawodniczka          | Czas         | Miejsce      | Czas         | Miejsce      | Czas      | Miejsce   | Czas    | Miejsce |
| ----------------------------------- | -------------------- | ------------ | ------------ | ------------ | ------------ | --------- | --------- | ------- | ------- |
| Bieg indywidualny stylem klasycznym | Paulina Maciuszek    |              |              |              |              |           |           | 15:16.4 | 4.      |
| Bieg indywidualny stylem klasycznym | Anna Słowiok         |              |              |              |              |           |           | 18:25.7 | 41.     |
| Bieg indywidualny stylem klasycznym | Anna Staręga         |              |              |              |              |           |           | 16:39.1 | 29.     |
| Bieg indywidualny stylem klasycznym | Agnieszka Szymańczak |              |              |              |              |           |           | 15:32.4 | 10.     |

### Curling

#### Kobiety
- Magdalena Dumanowska (AZS Polit.Śl. Gliwice)
- Dominika Muskus (Rudzki KC)
- Magdalena Muskus (Rudzki KC)
- Elżbieta Ran (AZS Polit.Śl. Gliwice)
- Magda Strączek (ŚKC Katowice)

### Kombinacja norweska

#### Mężczyźni
- Tomasz Pochwała (AZS AWF Katowice)
- Mateusz Wantulok (AZS AWF Katowice)
- Andrzej Zarycki (AWF Kraków)

| Wydarzenie                                 | Atleta           | Skok (m) | Punkty za skok | Miejsce | Bieg (czas) | W sumie | Miejsce |
| ------------------------------------------ | ---------------- | -------- | -------------- | ------- | ----------- | ------- | ------- |
| Skoki na skoczni normalnej/bieg na 10 km   | Tomasz Pochwała  | 100,5 m  | 116,1          | 8.      | 27:27,4     |         | 4.      |
| Skoki na skoczni normalnej/bieg na 10 km   | Mateusz Wantulok | 103,0 m  | 121,1          | 5.      | 30:38,3     |         | 16.     |
| Skoki na skoczni normalnej/bieg na 10 km   | Andrzej Zarycki  | 90,0 m   | 92,4           | 27.     | 31:12,3     |         | 20.     |
| Bieg na 10 km/Skoki na skoczni normalnej   | Tomasz Pochwała  |          |                |         |             |         |         |
| Bieg na 10 km/Skoki na skoczni normalnej   | Mateusz Wantulok |          |                |         |             |         |         |
| Bieg na 10 km/Skoki na skoczni normalnej   | Andrzej Zarycki  |          |                |         |             |         |         |
| Skoki na skoczni normalnej/Sztafeta 3x5 km | Tomasz Pochwała  |          |                |         |             |         |         |
| Skoki na skoczni normalnej/Sztafeta 3x5 km | Mateusz Wantulok |          |                |         |             |         |         |
| Skoki na skoczni normalnej/Sztafeta 3x5 km | Andrzej Zarycki  |          |                |         |             |         |         |

### Narciarstwo alpejskie

#### Mężczyźni
- Mateusz Garniewicz (Politechnika Poznańska)
- Jakub Ilewicz (AZS AWF Kraków)

#### Kobiety
- Karolina Chrapek (AZS AWF Katowice)
- Aleksandra Kluś-Zamiedzowy (AZS AWF Katowice)

### Narciarstwo dowolne

#### Mężczyźni
- Marcin Orłowski (ATH Bielsko Biała)
- Wojciech Zagórski (AZS AWF Katowice)

| Ski cross mężczyzn | Marcin Orłowski   |  |  |  |  |  |  |  |  |  |
| Ski cross mężczyzn | Wojciech Zagórski |  |  |  |  |  |  |  |  |  |

### Short track

#### Mężczyźni
- Adam Filipowicz (Politechnika Opole)
- Jakub Jaworski (WSWFiT Białystok)
- Bartosz Konopko (WSWFiT Białystok)
- Dariusz Kulesza (WSWFiT Białystok)
- Marcin Makarczuk-Jackowski (WSWFiT Białystok)

#### Kobiety
- Patrycja Maliszewska (WSWFiT Białystok)
- Agnieszka Olechnicka (WSWFiT Białystok)
- Anna Romanowicz (WSWFiT Białystok)
- Magdalena Szwajlik (Politechnika Opole)
- Malwina Zawada (Politechnika Opole)

| Wydarzenie          | Zawodniczka        | Kwalifikacje | Kwalifikacje | Ćwierćfinał | Ćwierćfinał | Półfinał | Półfinał | Finał | Finał   | Wynik    | Wynik   |
| Wydarzenie          | Zawodniczka        | Czas         | Pozycja      | Czas        | Pozycja     | Czas     | Pozycja  | Czas  | Pozycja | Czas     | Pozycja |
| ------------------- | ------------------ | ------------ | ------------ | ----------- | ----------- | -------- | -------- | ----- | ------- | -------- | ------- |
| Bieg na 1500 metrów | Magdalena Szwajlik | 2:34,887     | 5.           | nq          | nq          | nq       | nq       | nq    | nq      | 2:34,887 | 30.     |
| Bieg na 1500 metrów | Malwina Zawada     | 2:48,220     | 5.           | nq          | nq          | nq       | nq       | nq    | nq      | 2:48,220 | 33.     |

### Skoki narciarskie

#### Mężczyźni
- Jakub Kot (AZS AWF Kraków)
- Maciej Kot (AZS AWF Kraków)
- Dawid Kowal (UE Kraków)
- Piotr Żyła (AZS AWF Katowice)

### Snowboard

#### Mężczyźni
- Marcin Bocian (SGGW Warszawa)
- Tomasz Dara (Politechnika Krakowska)
- Andrzej Gąsienica-Daniel (UE Kraków)
- Aleksander Kosacki (AZS AWF Warszawa)
- Michał Ligocki (ATH Katowice)
- Wojciech Wojtyła (Akademia Krakowska)

#### Kobiety
- Aleksandra Król (UJ Kraków)
- Paulina Ligocka-Andrzejewska (AZS AWF Katowice)
- Julia Piasecka (Politechnika Łódzka)
- Zuzanna Smykała (AZS AWF Kraków)
- Karolina Sztokfisz (PPWSZ Nowy Targ)
- Paulina Woźniak (AZS AWF Warszawa)
- Joanna Zając (AZS AWF Kraków)